# Claire Tyler, Baroness Tyler of Enfield

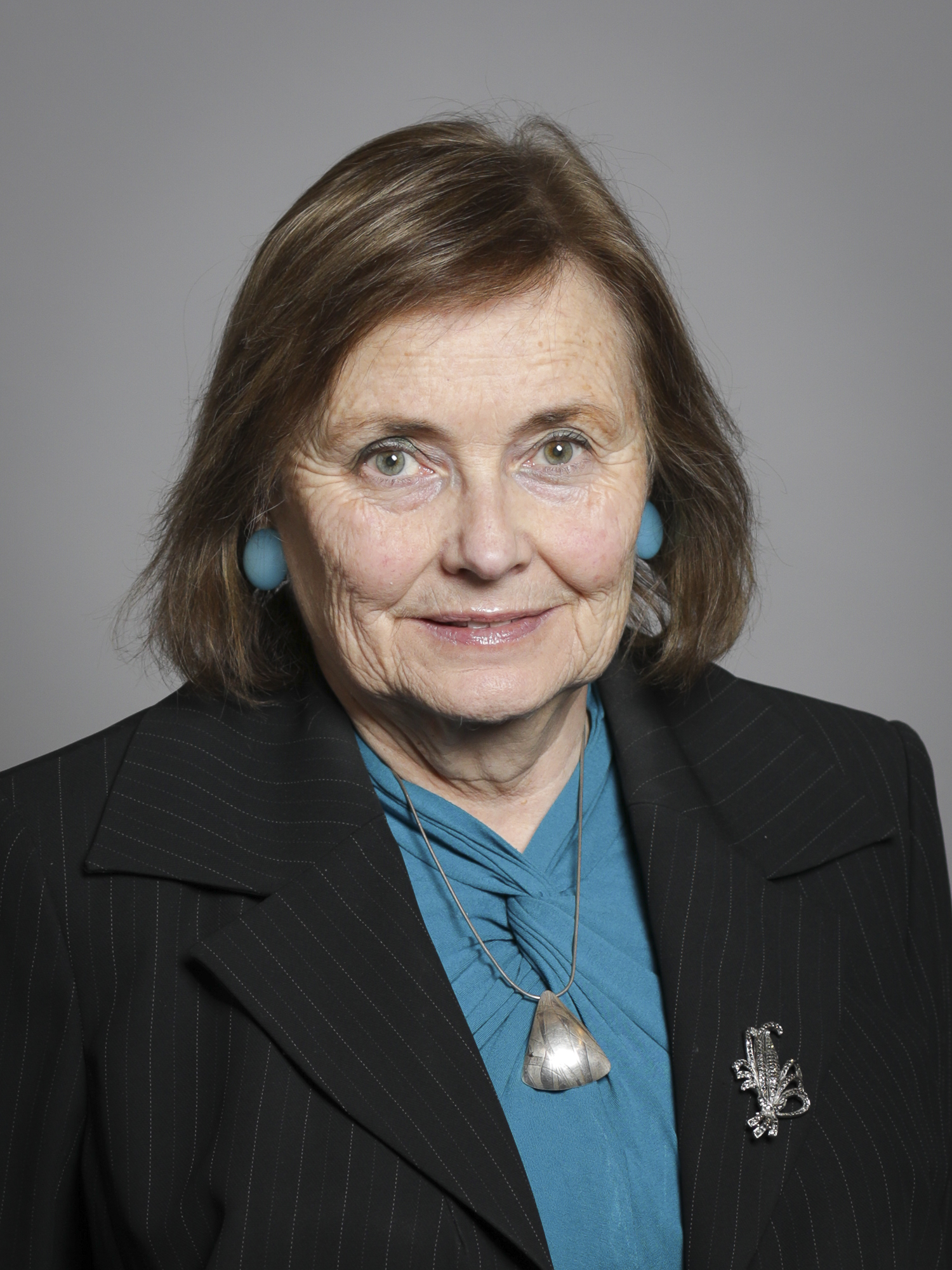
Claire Tyler, Baroness Tyler of Enfield

Claire Tyler, Baroness Tyler of Enfield (* 4. Juni 1957) ist eine britische Verwaltungsbeamtin sowie Politikerin der Liberal Democrats und seit 2011 Mitglied des House of Lords.

## Leben
Nach dem Besuch der Latymmer Grammar School absolvierte Claire Tyler ein Studium der Fächer Rechtswissenschaften sowie Politikwissenschaften an der University of Southampton und schloss dieses Studium 1978 mit einem Bachelor of Science (B.Sc. Laws & Politics) ab. Anschließend war sie Mitarbeiterin des Greater London Council sowie der Bildungsbehörde von Inner London (Inner London Education Authority) tätig. In der Folgezeit übernahm sie bis 1988 zahlreiche Funktionen wahr und absolvierte daneben ein Studium im Fach Management am South Bank Polytechnic.
1988 wechselte sie in das Ministerium für Beschäftigung und befasste sich dort bis 1992 mit Strategie- und Politikberatung. Anschließend war sie zwischen 1992 und 1997 Leiterin der Abteilung für Kinderschutz im Ministerium für Bildung und Fähigkeiten, ehe sie von 1998 bis Juli 2000 zunächst Leiterin einer Verbindungseinheit und danach von Juli 2000 bis April 2002 stellvertretende Generaldirektorin der Nationalen Verbindungseinheit (National Connexions Unit) war.
Im Anschluss wechselte sie im April 2002 in das Büro des stellvertretenden Premierministers und war dort bis Juni 2006 Leiterin der für Maßnahmen gegen die soziale Exklusion zuständigen Social Exclusion Task Force (SETF).
Im August 2007 wurde Claire Tyler Chief Executive Officer (CEO) von Relate, ein Hilfsverein, der Beratung für Paare, Familien, jungen Menschen und Einzelpersonen, aber auch Sexualtherapien, Mediation und Trainingskurse anbietet.
Am 28. Januar 2011 wurde sie durch ein Letters Patent als Life Peeress mit dem Titel Baroness Tyler of Enfield, of Enfield in the London Borough of Enfield, in den Adelsstand erhoben und erhielt daraufhin am 1. Februar 2011 ihre Einführung (Introduction) als Mitglied des House of Lords.